# Javier Sanjuán
Javier Sanjuán, (Zaragoza, 23 de julio de 1939 - Barcelona, 26 de junio de 2021) fue un jugador de baloncesto español.

## Trayectoria
Nacido en Zaragoza, es otro claro ejemplo más de trasvase de talento baloncestístico Aragón-Cataluña, como los hermanos San Epifanio, Herminio y Juan Antonio, los Martínez, Alfonso y José Luis, Jesús María Pérez Loriente, Lorenzo Alocén, Jorge Guillén o Fernando Muscat. Se instaló en Barcelona junto con su familia cuando era un niño, siendo sus inicios en el mundo de la canasta con 13 años en el barcelonés Colegio La Salle Bonanova, después jugaría en el Maristas de San Juan durante un año. Con 19 años, por mediación de su hermano Vicente, ficha por el Español, equipo donde jugó 3 años hasta que fichó por el Aismalíbar Montcada, equipo en el que sustituiría a Emiliano Rodríguez, que acababa de fichar por el Real Madrid, jugando en el equipo de Montcada 3 años hasta que el equipo se disolvió, después jugaría en el FC Barcelona, que por entonces trataba de recuperarse de la disolución del equipo decretada tres años antes por el entonces presidente Llaudet. Con el equipo culé jugó de la temporada 1963-64 hasta 1971-72, ascendiendo a la máxima categoría del baloncesto español y coincidiendo con Aito García Reneses o Manolo Flores. Su último equipo antes de retirarse con 34 años fue el Picadero Jockey Club, donde jugaría un año.

Falleció en junio de 2021 a los 81 años de edad.

## Internacionalidades
Fue internacional con España en 25 ocasiones, participando en los siguientes eventos:
- Eurobasket 1961: 13 posición.